# Homero Icaza Sánchez
Homero Icaza Sánchez được gọi là "El Brujo" (Panama, 1925 - Brazil, 2011) là một luật sư và lãnh sự. Ông là cố vấn cho Rede Globo de Televisão và Lãnh sự của Panama tại thành phố Rio de Janeiro.
Ông sinh ngày 10 tháng 1 năm 1925 ở Panama City (Panama) và qua đời tại Rio de Janeiro vào ngày 30 tháng 8 năm 2011.